# Gittella flagellata
Gittella flagellata är en kvalsterart som först beskrevs av Sandór Mahunka 1983.  Gittella flagellata ingår i släktet Gittella och familjen Oppiidae. Inga underarter finns listade i Catalogue of Life.